# Stanley Finch
Stanley Wellington Finch (ur. 20 lipca 1872 w Monticello, zm. w 1951) – pierwszy dyrektor (1908-1912) amerykańskiego Biura Śledczego (ang. Bureau of Investigation – BOI), które ostatecznie przekształciło się w FBI.

## Życiorys
Urodził się w 1872 się w Monticello w stanie Nowy Jork. W 1893 został urzędnikiem w Departamencie Sprawiedliwości, gdzie pracował przez prawie 50 lat. W latach 1893–1908 awansował ze stanowiska urzędnika do głównego śledczego (ang. Chief Examiner).
W trakcie pracy w Departamencie Sprawiedliwości ukończył George Washington University Law School. w 1911 został przyjęty w szeregi waszyngtońskiej adwokatury .
Jako główny śledczy był zwolennikiem powstania jednostki detektywów w Departamencie Sprawiedliwości. W tym czasie, jeżeli Departament Sprawiedliwości chciał prowadzić postępowanie w sprawie przestępstwa, musiał korzystać z personelu Tajnych Służb Departamentu Skarbu. Gdy prokurator generalny Stanów Zjednoczonych Charles Joseph Bonaparte stworzył w 1908 jednostkę agentów specjalnych, nazwaną później Biurem Śledczym, powierzył ją Finchowi. Jednostka ta przekształciła się później w Federalne Biuro Śledcze – FBI.
Od 1913 r. do lat 30. XX wieku, Stanley Finch dzielił czas pomiędzy prywatne interesy i stanowisko w Departamencie Sprawiedliwości. Przeszedł na emeryturę w roku 1940.